# Inthaeron rossi
Inthaeron rossi es una especie de araña araneomorfa de la familia Caponiidae. Es el único miembro del género monotípico Inthaeron. Se encuentra en  India en Maharashtra y en Madhya Pradesh.